# Joachim Kirschner
 (avril 2014).
Si vous disposez d'ouvrages ou d'articles de référence ou si vous connaissez des sites web de qualité traitant du thème abordé ici, merci de compléter l'article en donnant les références utiles à sa vérifiabilité et en les liant à la section « Notes et références ».
 (avril 2014).
Joachim Kirschner, né le 7 juin 1920 à Niederlössnitz (de) et mort le 17 décembre 1943 à Metković, était un as allemand de la Luftwaffe pendant la Seconde Guerre mondiale, connu pour ses 188 victoires revendiquées.

## Biographie
Joachim Kirschner entre dans la Luftwaffe en août 1939 après avoir fini ses études secondaires. Formé comme pilote de chasse, il remporte le 20 août 1941 sa première victoire sur un Spitfire alors qu'il est encore en formation au sein du 1.Erg. C'est en décembre 1941 que le Leutnant Kirschner est muté dans une unité opérationnelle, la 5./JG 3 du Gruppe II. Cette unité combat alors en Russie mais la sévérité de l'hiver empêche le jeune pilote d'obtenir le succès immédiat.
Le II./JG 3 repart alors en Allemagne puis transféré pour les premiers mois de l'année 1942 vers l'Italie. C'est au-dessus de l'île de Malte que Kirschner remporte une seconde victoire, à nouveau un Spitfire. Ce sera l'un des rares succès du groupe car à la mi-mai, le II.JG 3 retourne sur le front Est dans le Causasse, avec pour but final la ville de Stalingrad. Dès lors, le score de Kirschner augmente progressivement. En août 1942, il passe quelques semaines à la 2./JG 3 avant de devenir Staffelkäpitan de la 5./JG 3 en septembre et de clore l'année récompensée par la croix de chevalier le 23 décembre pour sa 51e victoire.
L'encerclement puis la défaite de la 6e Armée allemande à Stalingrad devient bientôt une réalité début février. Le ciel dans le sud de la Russie voit alors une série de violents combats aériens à mesure que les forces allemandes contre-attaquent dans la région de Kharkov, cherchant ainsi à repousser l'inexorable avance des soviétiques. Kirschner est nommé Oberleutnant le 1er février 1943 et son nombre de victoires évolue considérablement au-dessus du Kouban avec 96 victoires au total en six mois, notamment 15 en mars et 37 en avril. Le 27 avril, il atteint déjà la barre des 100 victoires. Après 23 victoires en mai (dont sept le 8) et 14 autres en juin, Kirschner remporte le 5 juillet, jour de l'offensive de la bataille de Koursk, 8 victoires, passant ainsi la barre des 150 succès. Le 2 août 1943, il reçoit les feuilles de chêne après un score de 170 mais ce moment-là, les Allemands ont perdu leur dernière offensive à l'Est.
Quelque temps plus tard, Kirschner est promu Hauptmann et transféré comme son unité sur le front occidental dans la Défense du Reich et d'autres points stratégiques. Du 24 septembre au 4 octobre, il descend un P-47, un Spitfire et 3 B-17. Le 19 octobre, il passe Kommandeur du IV./JG 27, ce nouveau groupe se battant dans le secteur yougoslave contre les forces anglo-américaines. Jusqu'en novembre, il va encore descendre 11 chasseurs et 2 B-25 Mitchell. Néanmoins, sa carrière s'achève brutalement le 17 décembre 1943, quand son Bf 109 est abattu en combat aérien par un Spitfire au-dessus de la Croatie. Kirschner parvient à sauter en parachute et à atterrir en sécurité au sol mais il est capturé par des partisans croates communistes et immédiatement exécuté par un peloton.
Le Hauptmann Joachim Kirschner avait seulement 23 ans. En 600 missions de combat, il a remporté 188 victoires confirmées, dont 21 sur le front Ouest. 174 de ses succès l'ont été avec la JG 3, ce qui en fait le pilote le plus titré de cette escadre.